# آاگ سی.۷
آاگ سی.۷ (به انگلیسی: AEG C.VII) یک هواگرد ساختِ کارخانهٔ آاگ در کشور امپراتوری آلمان است. این هواگرد برای نخستین بار در ۱ دسامبر ۱۹۱۶ میلادی مورد استفاده قرار گرفت.